# Arktika 2007

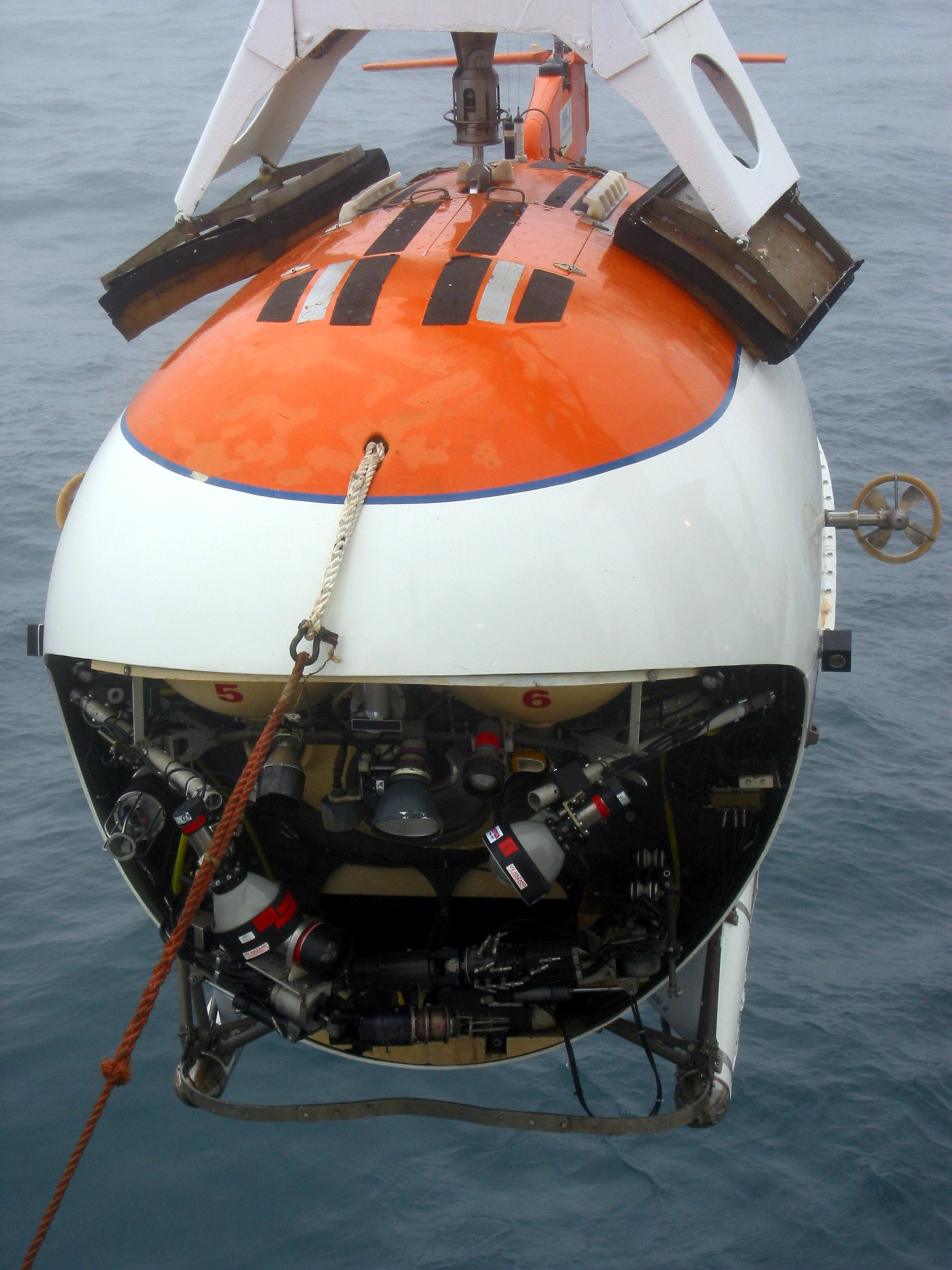
MIR submersible

Arktika 2007 (en russe: Российская полярная экспедиция "Арктика-2007") a été une expédition en 2007 durant laquelle la Russie a effectué la première de descente avec équipage, au fond de l'océan Arctique au pôle Nord. 

## Mission
Cette expédition fut  dans le cadre de la recherche liée à la revendication territoriale en Arctique. L'équipage a largué une capsule de titanium renfermant un drapeau de la Russie à 4 200 mètres sous la calotte glaciaire. 

Les submersibles ont également recueilli des spécimens de la flore et la faune arctique,.